# SFlow
sFlow  ist ein Standard zur Überwachung von Rechnernetzen, der im Jahr 2001 im RFC 3176 vorgestellt wurde.
sFlow beschreibt einen Mechanismus, den über einen Switch oder Router fließenden Netzwerkverkehr statistisch zu erfassen und zur Analyse an einen zentralen Server weiterzuschicken. Es gibt zwei verschiedene Arten der Erfassung: Flowsamples und Countersamples.